# Кинта-да-Боа-Виста

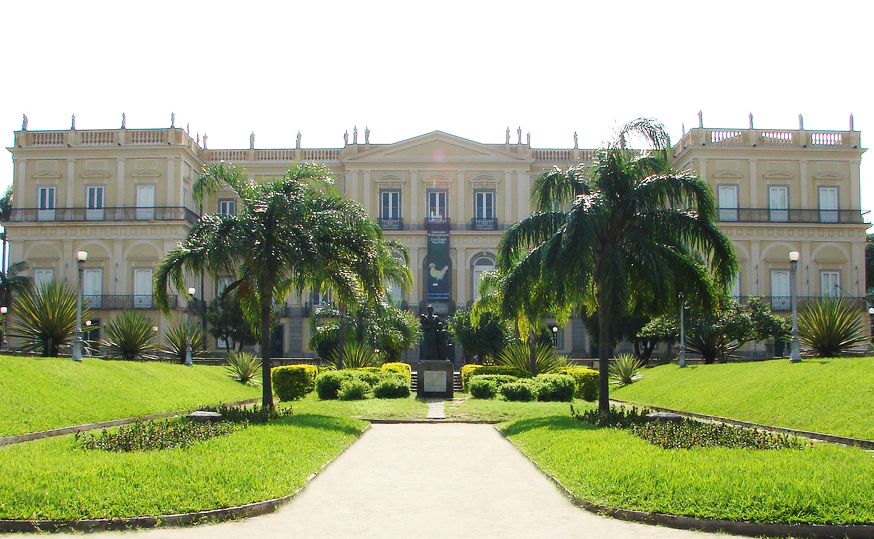
Дворец Сан-Кристован.

Кинта-да-Боа-Виста (порт. Quinta da Boa Vista, дословно — «Поместье красивого вида») — дворцово-парковый комплекс на территории города Рио-ди-Жанейро.
До середины XVII века на территории Кинта-да-Боа-Висты располагались владения иезуитов. В 1800-е гг богатый португалец Элиаш-Антониу Лопеш на холме построил особняк, с которого был виден залив Гуанабара, откуда владение и получило своё название. В 1808 году будущий король Португалии Жуан VI, получив в подарок поместье, начал строительство комплекса. В то время Кинта-да-Боа-Виста находилась сравнительно далеко от Рио, была окружена манграми и болотами.
В 1822 году Бразилия получила независимость, и Кинта-да-Боа-Виста стала владением местной императорской семьи. После установления республики комплекс стал государственной собственностью.
Сегодня в Кинта-да-Боа-Висту, расположенную в северной части города, входят парк, дворец Сан-Кристован и зоопарк Рио-де-Жанейро (более 2 тыс. видов животных).
Во дворце Сан-Кристован, названном в честь святого Христофора, в котором родились дети Педру II, расположен Национальный музей.
В настоящее время Кинта-да-Боа-Виста является известной достопримечательностью Рио-ди-Жанейро, пользующейся популярностью у туристов. 